# Борденюк Борис Борисович
Бори́с Бори́сович Борденю́к  (нар. 28 лютого 1987 — 24 лютого 2019) — військовослужбовець, старший солдат Збройних сил України, учасник російсько-української війни.

## Життєпис
Мешкав разом із батьками в селі Благовіщенка Кам'янсько-Дніпровського району Запорізької області. Після 9-го класу вступив у Мелітопольський ліцей залізничного транспорту, закінчивши який здобув фах «оператор поста централізації, складач потягів, регулювальник швидкості руху вагонів». Також закінчив 6-місячні курси провідника. Працював в Енергодарі у залізничній галузі.
У 2016 році підписав контракт на службу у Збройних силах. Старший солдат, старший навідник 1-го мінометного відділення мінометної батареї 1-го батальйону 54-ї окремої механізованої бригади.
Загинув близько 6-ї години ранку 24 лютого 2019 року від осколкового поранення в голову під час мінометного обстрілу 82 мм мінами позицій ЗСУ під с. Катеринівка.
Похований 27 лютого у селі Благовіщенка. Залишились батьки та дві сестри. Раніше померли двоє братів Бориса, на війні мати втратила третього сина.

## Нагороди та вшанування
- Указом Президента України № 149/2021 від 07 квітня 2021 року «за особисту мужність і самовіддані дії, виявлені у захисті державного суверенітету та територіальної цілісності України» — нагороджений орденом «За мужність» III ступеня (посмертно)[2].